# Канаан (Тобаго)
Канаан (англ. Canaan) — деревня на юго-западе уорда Тобаго одноимённого острова в Тринидаде и Тобаго. Территориально находится в приходе Сент-Патрик.

## Инфраструктура
Деревня преимущественно застроена жилыми домами. Местный бизнес ориентирован на извлечение выгоды от близости аэропорта и магистрали Милфорд Роуд, соединяющую аэропорт со столицей уорда Скарборо.
- Поблизости находится Международный аэропорт имени Артура Наполеона Раймонда Робинсона (англ. A.N.R. Robinson International Airport).
- Пляжи Стор-Бэй и Пиджен-Пойнт
- Один из крупнейших супермаркетов острова — «Пенни Сейверс»;
- Пекарня;
- Аптека;
- Автосалон.

## Известные уроженцы
- Дуайт Йорк — футболист, бывший игрок национальной сборной и английского клуба «Манчестер Юнайтед».

## Население
По данным на 9 января 2011 года в деревне проживали 2120 человек: мужчин — 1006, женщин — 1115.
На 15 мая 2000 года население составляло 1246 человек.